# Ammalo
Ammalo is een geslacht van vlinders van de familie spinneruilen (Erebidae), uit de onderfamilie Arctiinae.

## Soorten
- A. ammaloides Rothschild, 1909
- A. bipunctata Walker, 1855
- A. helops Cramer, 1775
- A. paranomon Dyar, 1912
- A. peruviana Rothschild, 1922
- A. ramsdeni Schaus, 1924
- A. trujillaria Dognin, 1905
- A. violitincta Rothschild, 1922